# Cadre-71/2-Europameisterschaft 1952

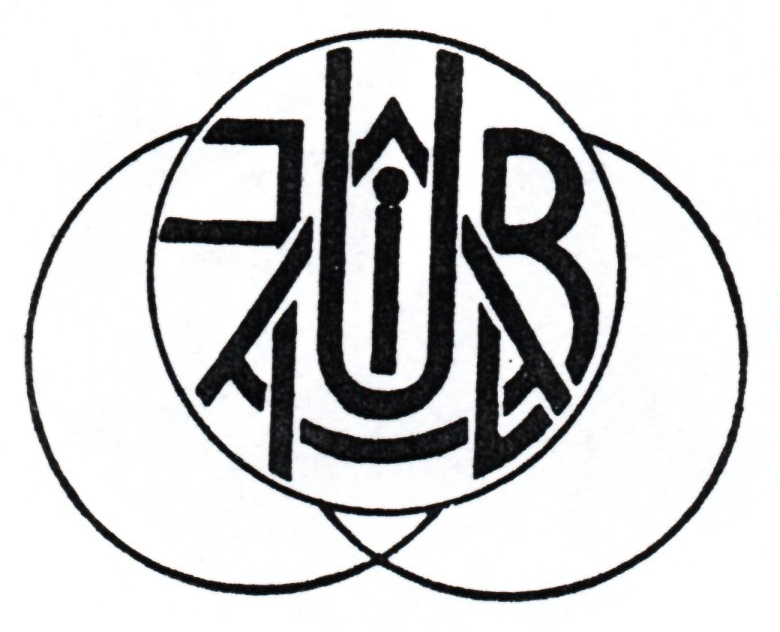
Logo UIFAB (ausrichtender Verband)

Veranstaltungsort: Mülhausen

Die Cadre-71/2-Europameisterschaft 1952 war das 6. Turnier in dieser Disziplin des Karambolagebillards und fand vom 14. bis zum 17. Februar 1952 in Mülhausen, im französischen Département Haut-Rhin, statt. Es war die dritte Cadre-71/2-Europameisterschaft in Frankreich.

## Geschichte
Nach dem Beschluss der Generalversammlung der UIFAB am 6.–7. Juli 1951 in Scheveningen war Deutschland wieder zu internationalen Turnieren zugelassen. Aus Deutschland reiste dann der Deutsche Meister Walter Lütgehetmann aus Frankfurt an und spielte ein hervorragendes Turnier. In der Finalpartie der beiden noch ungeschlagenen Spieler gegen den niederländischen Titelverteidiger Piet van de Pol zeigte er seine enorme Nervenstärke. In der siebten Aufnahme spielte van de Pol eine nahezu perfekte 104er Serie und ließ einen machbaren 105en Punkt aus. Lütgehetmann kam an den Tisch und erzielte seine Turnierhöchsserie von 138 Punkten und verpasste einen schwer zu spielenden Punkt. Er hinterließ van de Pol aber eine sehr schwierige Position, die der Niederländer nicht löste. Lütgehetmann beendete dann die Partie mit einer 10er Serie und war verdienter Europameister.

## Turniermodus
Hier wurde im Round Robin System bis 300 Punkte gespielt. Es wurde mit Nachstoß gespielt. Damit waren Unentschieden möglich.
Bei MP-Gleichstand (außer bei Punktgleichstand beim Sieger) wird in folgender Reihenfolge gewertet:
1. MP = Matchpunkte
2. GD = Generaldurchschnitt
3. HS = Höchstserie

## Abschlusstabelle
| MP    | Match Points (Sieger = 2; Unentschieden = 1; Verlierer = 0) |
| Pkte. | Erzielte Karambolagen                                       |
| Aufn. | Benötigte Versuche                                          |
| GD    | Generaldurchschnitt                                         |
| BED   | Bester Einzeldurchschnitt eines Spielers                    |
| HS    | Höchstserie                                                 |
|       | Bester GD des Turniers                                      |
|       | Bester ED des Turniers                                      |
|       | Beste HS des Turniers                                       |
|       | 1. Platz (Gold)                                             |
|       | 2. Platz (Silber)                                           |
|       | 3. Platz (Bronze)                                           |

| Platz                      | Name                | MP   | Pkte. | Aufn. | GD    | BED   | HS  |
| -------------------------- | ------------------- | ---- | ----- | ----- | ----- | ----- | --- |
| 1                          | Walter Lütgehetmann | 14:0 | 2100  | 102   | 20,58 | 42,85 | 138 |
| 2                          | Piet van de Pol     | 12:2 | 2031  | 89    | 22,82 | 50,00 | 140 |
| 3                          | Joseph Vervest      | 10:4 | 1997  | 133   | 15,01 | 30,00 | 136 |
| 4                          | Louis Chassereau    | 7:7  | 1993  | 146   | 13,23 | 21,42 | 84  |
| 5                          | Emile Wafflard      | 6:8  | 1493  | 116   | 12,87 | 21,42 | 105 |
| 6                          | Cees van Oosterhout | 4:10 | 1209  | 119   | 10,15 | 10,00 | 87  |
| 7                          | Alfredo Alhinho     | 2:12 | 1144  | 152   | 7,52  | 10,34 | 54  |
| 8                          | Pierre Hervé        | 1:13 | 1256  | 159   | 7,89  | 8,57  | 51  |
| Turnierdurchschnitt: 12,95 |                     |      |       |       |       |       |     |